# 博布里奇-希尔伯斯多夫
博布里奇-希尔伯斯多夫（德語：Bobritzsch-Hilbersdorf）是德国萨克森州的市镇，隶属于中萨克森县。总面积为55.24平方千米，截至2023年12月31日总人口为5,659人。